# مدار ۱۰ درجه شمالی

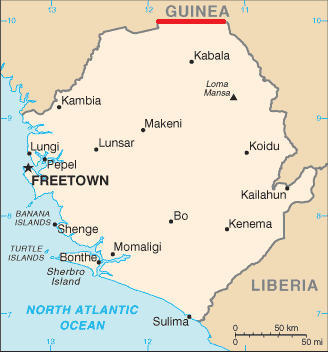
تصویری از نقشه مدار ۱۰درجه شمالی

مدار ۱۰ درجه شمالی، دایره‌ای از عرض جغرافیایی است که در ۱۰ درجهٔ شمالی خط استوا قرار دارد.

## گذر از مناطق
از نصف‌النهار مبدأ شروع می‌شود و به سمت مشرق ۱۰ درجه شمالی از موارد زیر گذر می‌کند:
| مختصات‌ها                                             | کشور، قلمرو یا دریا    | توضیحات                                                                                          |
| ---------------------------------------------------- | ---------------------- | ------------------------------------------------------------------------------------------------ |
| ۱۰°۰′ شمالی ۰°۰′ شرقی / ۱۰٫۰۰۰°شمالی ۰٫۰۰۰°شرقی      | غنا                    |                                                                                                  |
| ۱۰°۰′ شمالی ۰°۲۱′ شرقی / ۱۰٫۰۰۰°شمالی ۰٫۳۵۰°شرقی     | توگو                   |                                                                                                  |
| ۱۰°۰′ شمالی ۱°۲۱′ شرقی / ۱۰٫۰۰۰°شمالی ۱٫۳۵۰°شرقی     | بنین                   |                                                                                                  |
| ۱۰°۰′ شمالی ۳°۳۷′ شرقی / ۱۰٫۰۰۰°شمالی ۳٫۶۱۷°شرقی     | نیجریه                 |                                                                                                  |
| ۱۰°۰′ شمالی ۱۳°۱۵′ شرقی / ۱۰٫۰۰۰°شمالی ۱۳٫۲۵۰°شرقی   | کامرون                 |                                                                                                  |
| ۱۰°۰′ شمالی ۱۴°۱۷′ شرقی / ۱۰٫۰۰۰°شمالی ۱۴٫۲۸۳°شرقی   | چاد                    |                                                                                                  |
| ۱۰°۰′ شمالی ۱۴°۳۲′ شرقی / ۱۰٫۰۰۰°شمالی ۱۴٫۵۳۳°شرقی   | کامرون                 |                                                                                                  |
| ۱۰°۰′ شمالی ۱۵°۴۱′ شرقی / ۱۰٫۰۰۰°شمالی ۱۵٫۶۸۳°شرقی   | چاد                    |                                                                                                  |
| ۱۰°۰′ شمالی ۲۱°۲۳′ شرقی / ۱۰٫۰۰۰°شمالی ۲۱٫۳۸۳°شرقی   | جمهوری آفریقای مرکزی   |                                                                                                  |
| ۱۰°۰′ شمالی ۲۳°۳۶′ شرقی / ۱۰٫۰۰۰°شمالی ۲۳٫۶۰۰°شرقی   | سودان                  |                                                                                                  |
| ۱۰°۰′ شمالی ۲۵°۰′ شرقی / ۱۰٫۰۰۰°شمالی ۲۵٫۰۰۰°شرقی    | سودان جنوبی            |                                                                                                  |
| ۱۰°۰′ شمالی ۲۶°۷′ شرقی / ۱۰٫۰۰۰°شمالی ۲۶٫۱۱۷°شرقی    | سودان                  |                                                                                                  |
| ۱۰°۰′ شمالی ۲۷°۵۰′ شرقی / ۱۰٫۰۰۰°شمالی ۲۷٫۸۳۳°شرقی   | ابیی                   | Area controlled by سودان، and ادعا شده توسط سودان جنوبی                                          |
| ۱۰°۰′ شمالی ۲۹°۰′ شرقی / ۱۰٫۰۰۰°شمالی ۲۹٫۰۰۰°شرقی    | سودان                  |                                                                                                  |
| ۱۰°۰′ شمالی ۲۹°۳۲′ شرقی / ۱۰٫۰۰۰°شمالی ۲۹٫۵۳۳°شرقی   | سودان جنوبی            |                                                                                                  |
| ۱۰°۰′ شمالی ۳۰°۲۸′ شرقی / ۱۰٫۰۰۰°شمالی ۳۰٫۴۶۷°شرقی   | سودان                  |                                                                                                  |
| ۱۰°۰′ شمالی ۳۱°۳۰′ شرقی / ۱۰٫۰۰۰°شمالی ۳۱٫۵۰۰°شرقی   | سودان جنوبی            |                                                                                                  |
| ۱۰°۰′ شمالی ۳۴°۰′ شرقی / ۱۰٫۰۰۰°شمالی ۳۴٫۰۰۰°شرقی    | سودان                  |                                                                                                  |
| ۱۰°۰′ شمالی ۳۴°۱۳′ شرقی / ۱۰٫۰۰۰°شمالی ۳۴٫۲۱۷°شرقی   | اتیوپی                 |                                                                                                  |
| ۱۰°۰′ شمالی ۴۳°۳′ شرقی / ۱۰٫۰۰۰°شمالی ۴۳٫۰۵۰°شرقی    | سومالی                 | Passing through سومالی‌لند                                                                        |
| ۱۰°۰′ شمالی ۵۰°۵۴′ شرقی / ۱۰٫۰۰۰°شمالی ۵۰٫۹۰۰°شرقی   | اقیانوس هند            | دریای عرب · گذرکردن از جنوب جزیرهٔ Kalpeni, هند · دریای لاکادیو                                   |
| ۱۰°۰′ شمالی ۷۶°۱۳′ شرقی / ۱۰٫۰۰۰°شمالی ۷۶٫۲۱۷°شرقی   | هند                    | کرالا تامیل نادو                                                                                 |
| ۱۰°۰′ شمالی ۷۹°۱۳′ شرقی / ۱۰٫۰۰۰°شمالی ۷۹٫۲۱۷°شرقی   | اقیانوس هند            | خلیج بنگال · Ten Degree Channel (between the جزایر آندامان و جزایر نیکوبار, هند) · دریای آندامان |
| ۱۰°۰′ شمالی ۹۸°۱۰′ شرقی / ۱۰٫۰۰۰°شمالی ۹۸٫۱۶۷°شرقی   | میانمار (Burma)        | جزیرهٔ Zadetkyi Kyun در Mergui Archipelago                                                        |
| ۱۰°۰′ شمالی ۹۸°۱۵′ شرقی / ۱۰٫۰۰۰°شمالی ۹۸٫۲۵۰°شرقی   | اقیانوس هند            | دریای آندامان                                                                                    |
| ۱۰°۰′ شمالی ۹۸°۳۲′ شرقی / ۱۰٫۰۰۰°شمالی ۹۸٫۵۳۳°شرقی   | میانمار (Burma)        | The southernmost tip of the Burmese mainland                                                     |
| ۱۰°۰′ شمالی ۹۸°۳۵′ شرقی / ۱۰٫۰۰۰°شمالی ۹۸٫۵۸۳°شرقی   | تایلند                 |                                                                                                  |
| ۱۰°۰′ شمالی ۹۹°۹′ شرقی / ۱۰٫۰۰۰°شمالی ۹۹٫۱۵۰°شرقی    | خلیج تایلند            | گذرکردن از جنوب جزیرهٔ Ko Tao, تایلند · گذرکردن از جنوب جزیرهٔ فو کوک, ویتنام                      |
| ۱۰°۰′ شمالی ۱۰۵°۵′ شرقی / ۱۰٫۰۰۰°شمالی ۱۰۵٫۰۸۳°شرقی  | ویتنام                 |                                                                                                  |
| ۱۰°۰′ شمالی ۱۰۶°۳۹′ شرقی / ۱۰٫۰۰۰°شمالی ۱۰۶٫۶۵۰°شرقی | دریای جنوبی چین        | Passing through the disputed جزایر اسپراتلی                                                      |
| ۱۰°۰′ شمالی ۱۱۸°۳۸′ شرقی / ۱۰٫۰۰۰°شمالی ۱۱۸٫۶۳۳°شرقی | فیلیپین                | جزیرهٔ Palawan                                                                                    |
| ۱۰°۰′ شمالی ۱۱۹°۰′ شرقی / ۱۰٫۰۰۰°شمالی ۱۱۹٫۰۰۰°شرقی  | دریای سولو             |                                                                                                  |
| ۱۰°۰′ شمالی ۱۲۲°۴۲′ شرقی / ۱۰٫۰۰۰°شمالی ۱۲۲٫۷۰۰°شرقی | فیلیپین                | جزیرهٔ Negros                                                                                     |
| ۱۰°۰′ شمالی ۱۲۳°۱۳′ شرقی / ۱۰٫۰۰۰°شمالی ۱۲۳٫۲۱۷°شرقی | Tañon Strait           |                                                                                                  |
| ۱۰°۰′ شمالی ۱۲۳°۱۴′ شرقی / ۱۰٫۰۰۰°شمالی ۱۲۳٫۲۳۳°شرقی | فیلیپین                | جزیرهٔ Cebu                                                                                       |
| ۱۰°۰′ شمالی ۱۲۳°۳۷′ شرقی / ۱۰٫۰۰۰°شمالی ۱۲۳٫۶۱۷°شرقی | Cebu Strait            |                                                                                                  |
| ۱۰°۰′ شمالی ۱۲۴°۳′ شرقی / ۱۰٫۰۰۰°شمالی ۱۲۴٫۰۵۰°شرقی  | فیلیپین                | جزیرهٔ Bohol                                                                                      |
| ۱۰°۰′ شمالی ۱۲۴°۳۴′ شرقی / ۱۰٫۰۰۰°شمالی ۱۲۴٫۵۶۷°شرقی | دریای بوهول            | گذرکردن از جنوب جزیرهٔ Leyte, فیلیپین                                                             |
| ۱۰°۰′ شمالی ۱۲۵°۱۲′ شرقی / ۱۰٫۰۰۰°شمالی ۱۲۵٫۲۰۰°شرقی | فیلیپین                | جزیرهٔ Panaon                                                                                     |
| ۱۰°۰′ شمالی ۱۲۵°۱۷′ شرقی / ۱۰٫۰۰۰°شمالی ۱۲۵٫۲۸۳°شرقی | Surigao Strait         |                                                                                                  |
| ۱۰°۰′ شمالی ۱۲۵°۳۰′ شرقی / ۱۰٫۰۰۰°شمالی ۱۲۵٫۵۰۰°شرقی | فیلیپین                | جزیرهٔ Sibanac و Dinagat                                                                          |
| ۱۰°۰′ شمالی ۱۲۵°۴۰′ شرقی / ۱۰٫۰۰۰°شمالی ۱۲۵٫۶۶۷°شرقی | Dinagat Sound          |                                                                                                  |
| ۱۰°۰′ شمالی ۱۲۶°۲′ شرقی / ۱۰٫۰۰۰°شمالی ۱۲۶٫۰۳۳°شرقی  | فیلیپین                | جزیرهٔ Siargao                                                                                    |
| ۱۰°۰′ شمالی ۱۲۶°۵′ شرقی / ۱۰٫۰۰۰°شمالی ۱۲۶٫۰۸۳°شرقی  | اقیانوس آرام           |                                                                                                  |
| ۱۰°۰′ شمالی ۱۳۹°۳۷′ شرقی / ۱۰٫۰۰۰°شمالی ۱۳۹٫۶۱۷°شرقی | ایالات فدرال میکرونزی  | Passing through Ulithi Atoll                                                                     |
| ۱۰°۰′ شمالی ۱۳۹°۴۸′ شرقی / ۱۰٫۰۰۰°شمالی ۱۳۹٫۸۰۰°شرقی | اقیانوس آرام           | گذرکردن از شمال Ujelang Atoll, جزایر مارشال · گذرکردن از جنوب Wotho Atoll, جزایر مارشال          |
| ۱۰°۰′ شمالی ۱۶۹°۱′ شرقی / ۱۰٫۰۰۰°شمالی ۱۶۹٫۰۱۷°شرقی  | جزایر مارشال           | Passing through Likiep Atoll                                                                     |
| ۱۰°۰′ شمالی ۱۶۹°۷′ شرقی / ۱۰٫۰۰۰°شمالی ۱۶۹٫۱۱۷°شرقی  | اقیانوس آرام           |                                                                                                  |
| ۱۰°۰′ شمالی ۸۵°۴۳′ غربی / ۱۰٫۰۰۰°شمالی ۸۵٫۷۱۷°غربی   | کاستاریکا              | Passing through the Gulf of Nicoya گذرکردن از شمال سان خوزه (کاستاریکا)                          |
| ۱۰°۰′ شمالی ۸۳°۲′ غربی / ۱۰٫۰۰۰°شمالی ۸۳٫۰۳۳°غربی    | دریای کارائیب          |                                                                                                  |
| ۱۰°۰′ شمالی ۷۵°۳۴′ غربی / ۱۰٫۰۰۰°شمالی ۷۵٫۵۶۷°غربی   | کلمبیا                 |                                                                                                  |
| ۱۰°۰′ شمالی ۷۲°۵۸′ غربی / ۱۰٫۰۰۰°شمالی ۷۲٫۹۶۷°غربی   | ونزوئلا                | Passing through دریاچه ماراکایبو                                                                 |
| ۱۰°۰′ شمالی ۶۲°۸′ غربی / ۱۰٫۰۰۰°شمالی ۶۲٫۱۳۳°غربی    | اقیانوس اطلس           | گذرکردن از جنوب جزیرهٔ ترینیداد, ترینیداد و توباگو                                                |
| ۱۰°۰′ شمالی ۱۴°۲′ غربی / ۱۰٫۰۰۰°شمالی ۱۴٫۰۳۳°غربی    | گینه                   |                                                                                                  |
| ۱۰°۰′ شمالی ۱۱°۵۳′ غربی / ۱۰٫۰۰۰°شمالی ۱۱٫۸۸۳°غربی   | گینه / سیرالئون border |                                                                                                  |
| ۱۰°۰′ شمالی ۱۱°۱۲′ غربی / ۱۰٫۰۰۰°شمالی ۱۱٫۲۰۰°غربی   | گینه                   |                                                                                                  |
| ۱۰°۰′ شمالی ۸°۸′ غربی / ۱۰٫۰۰۰°شمالی ۸٫۱۳۳°غربی      | ساحل عاج               |                                                                                                  |
| ۱۰°۰′ شمالی ۴°۵۹′ غربی / ۱۰٫۰۰۰°شمالی ۴٫۹۸۳°غربی     | بورکینافاسو            |                                                                                                  |
| ۱۰°۰′ شمالی ۲°۴۶′ غربی / ۱۰٫۰۰۰°شمالی ۲٫۷۶۷°غربی     | غنا                    |                                                                                                  |